# Daiki Hashimoto
Daiki Hashimoto (født 7. august 2001) er en japansk gymnast.
Han er olympisk mester i mangekamp i 2021.
I 2019 vandt han en bronzemedalje i herrernes holdkonkurrence ved VM i redskabsgymnastik 2019, der blev afholdt i Stuttgart i Tyskland.
Ved Sommer-OL 2020 konkurrerede Hashimoto for Japan på et hold sammen med Kazuma Kaya, Takeru Kitazono og Kakeru Tanigawa.
Hashimoto vandt sølv med holdet i herrernes holdkonkurrence i mangekamp, med en kombineret score på 262.397, hvilket var 0.103 points fra det vindende hold fra ROC.
Han vandt også guld i den individuelle mangekampkonkurrence med et resultat på 88.465 points.